# Olteanca (gmina Lădești)
Olteanca – wieś w Rumunii, w okręgu Vâlcea, w gminie Lădești. W 2011 roku liczyła 135 mieszkańców.